# Pawieł Dobroradnych
Pawieł Gieorgijewicz Dobroradnych (ros. Павел Георгиевич Доброрадных, ur. 6 lipca 1922 we wsi Czenskoje w rejonie jefriemowskim w guberni tulskiej, zm. 15 lipca 1989 w Kirowie) – radziecki polityk, I sekretarz Przemysłowego Obwodowego Komitetu KPZR w Kirowie (1963-1964).
1945 ukończył Moskiewski Instytut Inżynierów Cywilnej Floty Powietrznej, po czym był inżynierem konstruktorem w fabryce w Kirowie. Od 1947 aktywista WKP(b), 1947-1949 I sekretarz Żdanowskiego Rejonowego Komitetu Komsomołu w Kirowie, 1949-1950 kierownik wydziału przemysłowo-transportowego rejonowego komitetu WKP(b). Słuchacz Wieczorowego Instytutu Marksizmu-Leninizmu przy Komitecie Miejskim WKP(b)/KPZR w Kirowie, 1950-1954 sekretarz i II sekretarz Komitetu Obwodowego WKP(b)/KPZR w Kirowie, później zastępca kierownika wydziału organów partyjnych Komitetu Obwodowego KPZR w Kirowie, sekretarz fabrycznego komitetu partyjnego i kierownik wydziału przemysłu obronnego Komitetu Obwodowego KPZR w Kirowie. Od 1959 do stycznia 1963 I sekretarz Komitetu Miejskiego KPZR w Kirowie, a od 8 stycznia 1963 do 14 grudnia 1964 I sekretarz Przemysłowego Obwodowego Komitetu KPZR w Kirowie. Od 14 grudnia 1964 do marca 1968 II sekretarz Komitetu Obwodowego KPZR w Kirowie, 1968-1983 zastępca przewodniczącego Komitetu Wykonawczego Rady Obwodowej w Kirowie, następnie na emeryturze. Odznaczony dwoma Orderami Czerwonego Sztandaru Pracy i dwoma Orderami „Znak Honoru”.